# María Teresa Sesé

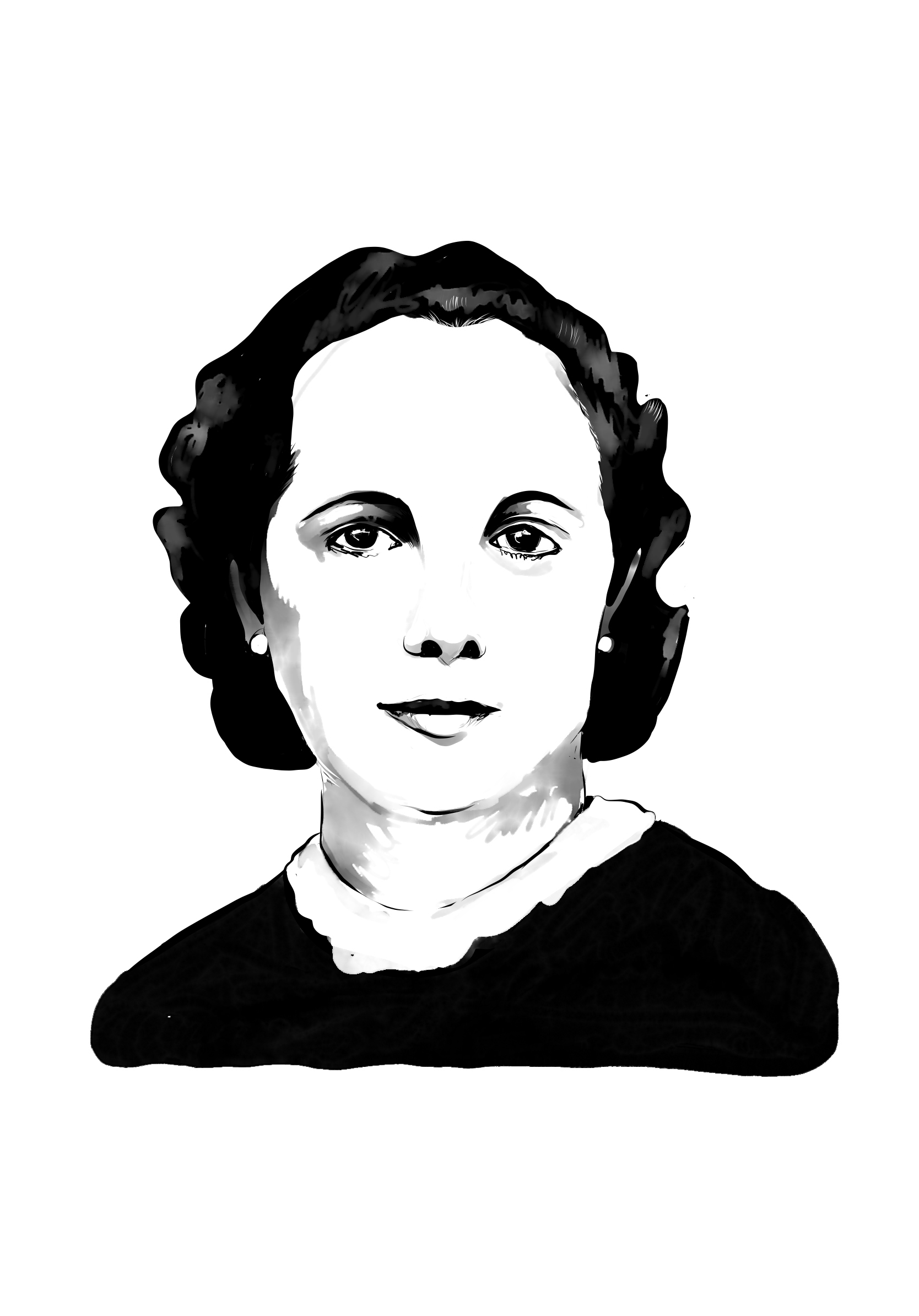
María Teresa Sesé

María Teresa Sesé (María Teresa Sesé Lazcano, * 4. Oktober 1917, Gipuzkoa; † 2019) ist eine spanische Schriftstellerin. Sie gilt als eine der produktivsten und populärsten Schriftstellerinnen in Spanien: Sie hat mehr als 500 Liebesromane verfasst, die zwischen 1940 und 1975 veröffentlicht wurden. Sie verfasste die meisten ihrer Bücher in Spanisch, aber nach einem zweijährigen intensiven Lernen des Baskischen schrieb sie auch Bücher in dieser Sprache. Ihre Werke wurden teilweise übersetzt und in mehreren Sprachen auch mehrfach veröffentlicht.

## Leben
María Teresa Sesé Lazcano wurde am 4. Oktober 1917 in San Sebastián, Gipuzkoa geboren. Ihr Vater war Aragonese und ihre Mutter kam aus Bizkaia. Seit ihren 20ern begann sie in Spanisch und Französisch zu schreiben. 1940 wurde ihr erster Roman Un padrino despreocupado (Ein sorgenfreier Pate) vom Verlag Pueyo veröffentlicht. Ihre folgenden Werke wurden von Editorial Bruguera herausgegeben. Zwischen 1940 und 1975 verfasste sie über 500 Romane. Oft verfasste sie einen Roman pro Woche. Aufgrund der großen Zahl an Titeln wird sie oft als „die andere Corín Tellado“ („the other Corín Tellado“) bezeichnet.
Sesé wurde eine der produktivsten und populärsten Romanschriftstellerinnen in Spanien.
Sie betrachtete ihre Werke jedoch nicht als künstlerisch wertvoll, sondern sah sie als Mittel ihres Lebensunterhalts. Der Verlag Editorial Bruguera zahlte ihr pro Roman 8000 Pesetas.

„Solange es Mädchen von fünfzehn oder zwanzig Jahren gibt, werden sie weiterhin 'Novela Rosa' schreiben. Es ist keine Literatur für die breite Öffentlichkeit; es ist ein sehr begrenztes Genre aufgrund der Gruppe von Lesern, für die es geschrieben wurde.“

Die meisten der Romane sind verortet in ihrer Heimatstadt San Sebastián. In späteren Jahren beschäftigte sie sich mit Baskisch. Nach zwei Jahren des Lernens verfasste sie einige erste Geschichten-Sammlungen in Baskisch. Sie benutze auch das Pseudonym Maite Lazcano und den Pen Name Maite Lazkano.
Sesé erreichte 2017 ihr hundertstes Lebensjahr.

## Werke
- Un padrino despreocupado (1940)
- La princesa Kali (1941)
- Elena de Ballencourt (1942)
- Federica (1943)
- Marido de un día (1943)
- La aventura de una maniquí (1944)
- La vida de Isabel (1944)
- Mi pequeña historia (1944)
- Completamente sola (1945)
- El príncipe Chang (1945)
- El sino de los Campanales (1945)
- Fantasías (1945)
- Igual que un cuento (1945)
- La catástrofe de mi vida (1945)
- Un extraño doctor (1945)
- Un mes de permiso (1945)
- Una familia asombrosa (1945)
- Al fin salió el Sol (1946)
- Conciertos (1946)
- Egoísmos humanos (1946)
- La incógnita (1946)
- Las vacaciones del Doctor Zarate (1947)
- Recuerdos (1947)
- Sucedió así (1947)
- Todo acaba bien (1947)
- Un viaje a la capital (1947)
- Otro rumbo (1948)
- Paloma (1948)
- Pasajes de una vida (1948)
- La casa del norte (1949)
- Un hilo de oro (1949)
- Veraneo (1949)
- Con aroma de frutas (1950)
- El torbellino rosa (1950)
- Extraño misterio (1950)
- Los rubores de Irene (1950)
- Vidas cambiadas (1950)
- El hombre de los ojos claros (1951)
- El legado de tío Cosme (1951)
- María Isabel (1951)
- Otra vez de veraneo (1951)
- Sabor a miel (1951)
- A la conquista del mundo (1952)
- Cosas que pasan (1952)
- Cuando menos se piensa (1952)
- El palacio del mandarín (1952)
- Esposa provisional (1952)
- La historia se repite (1952)
- Mercedes (1952)
- Monique (1952)
- Nadie sabía por qué (1952)
- Tardes de domingo (1952)
- Temores (1952)
- Volveré (1952)
- Aventura en Oriente (1953)
- Final de dos historias (1953)
- Flechazo (1953)
- La juventud sabe olvidar (1953)
- Las terquedades de Trini (1953)
- Primero se sueña (1953)
- Un viaje a París (1953)
- Aquella voz (1954)
- Aromas del pasado (1954)
- Como perro y gato (1954)
- Completamente loca (1954)
- Desde la cuna (1954)
- Desde que era un comino (1954)
- Desde siempre (1954)
- Dos mentirosos (1954)
- Dulces recuerdos (1954)
- No te alejes de mí (1954)
- Olvido en el corazón (1954)
- Sin esperanzas (1954)
- Toda una mujer (1954)
- Tres compañeras (1954)
- Un mundo para dos (1954)
- Y la vida sigue (1954)
- Zarate, el marino (1954)
- Boda por poderes (1955)
- Colegialas en Hollywood (1955)
- Corazón que espera (1955)
- El premio Venus (1955)
- Mañanas de sol (1955)
- María (1955)
- Mascota (1955)
- Medio millón (1955)
- Orgullo (1955)
- Prefiero olvidarte (1955)
- Puntos de vista (1955)
- Siempre lo mismo (1955)
- Torre nueva (1955)
- Un mundo de diferencia (1955)
- Una herencia y dos conflictos (1955)
- Abuelo y nieta (1956)
- Corazones en peligro (1956)
- Desamparados (1956)
- Doña "Pergaminos" (1956)
- Isabella (1956)
- La escapatoria (1956)
- Para toda la vida (1956)
- Un encuentro casual (1956)
- Un mundo de sombras (1956)
- Una buena chica (1956)
- Una mujer diferente (1956)
- Villa Colombia (1956)
- ¿Cuál de las dos? (1957)
- Amar en silencio (1957)
- Amores imprevistos (1957)
- Anunciada (1957)
- El hombre de las cavernas (1957)
- El profesor (1957)
- La desconocida (1957)
- Los narcisos (1957)
- Los pesares de tía Margarita (1957)
- Martas cibelinas (1957)
- Sorpresas matrimoniales (1957)
- Una muchacha corriente (1957)
- A orillas del río (1958)
- Bendito tesoro (1958)
- Como un juguete (1958)
- Crucero por mar (1958)
- Dos mujeres en una vida (1958)
- El secreto de unos ojos (1958)
- El señorito Carlos (1958)
- María era su nombre (1958)
- Mi querida Ninón (1958)
- Miedo ante el futuro (1958)
- No es fácil olvidar (1958)
- Penélope (1958)
- Zoraida (1958)
- Buscando un príncipe (1959)
- Corresponsal de prensa (1959)
- El diplomático (1959)
- El estudio (1959)
- El novio de Matilde (1959)
- El rapto (1959)
- Ella y su rival (1959)
- Falso matrimonio (I) (1959)
- Jóvenes y enamorados (1959)
- Juventud (1959)
- La chica del perro (1959)
- La doctora (1959)
- La insignificante (1959)
- La millonaria (1959)
- La venganza (1959)
- Las locuras de Aurora (1959)
- Marta (1959)
- Milagros de amor (1959)
- Vacaciones (1959)
- Vida nueva (1959)
- Virginia (1959)
- Demasiado fuerte (1960)
- La inconquistable (1960)
- La pequeña espía (1960)
- La tímida bruja (1960)
- Los Robles (1960)
- Luz (1960)
- Palabras bonitas (1960)
- Sin temor (1960)
- Una muchacha inexperta (1960)
- Así era mi amor (1961)
- Colores (1961)
- El conquistador (1961)
- Hay un secreto en mi vida (1961)
- Ilusiones (1961)
- Limpio y claro (1961)
- Maite (1961)
- No puedo quererte (1961)
- Siempre (1961)
- Su propia historia (1961)
- Tentaciones (1961)
- Una muchacha de Bilbao (1961)
- Camping (1962)
- Disputas de amor (1962)
- El mensaje (1962)
- Encuentros en el puente (1962)
- Falso matrimonio (II) (1962)
- Ladrones en la Costa Azul (1962)
- Lo inevitable (1962)
- Matrimonio (1962)
- Problemas de amor (1962)
- Sinceridad (1962)
- Temple de triunfadores (1962)
- Trampa para enamorados (1962)
- Un hombre frío (1962)
- Una apuesta entre amigos (1962)
- ¡Llévame contigo! (1963)
- Baile en la ópera (1963)
- Buenas intenciones (1963)
- Caprichos sublimes (1963)
- Clases de música (1963)
- La casa en el aire (1963)
- La deuda (1963)
- La periodista (1963)
- Lejana pasión (1963)
- Margarita (1963)
- No me olvides (1963)
- Queda el amor (1963)
- Querer de verdad (1963)
- Quiero besarte (1963)
- Sobre la arena (1963)
- Sonrisas (1963)
- Su pasión (1963)
- Un novio difícil (1963)
- Una locura maravillosa (1963)
- Una medalla de oro (1963)
- Una rica heredera (1963)
- Bodas al por mayor (1964)
- Cobardía (1964)
- Como en el cine (1964)
- Cómplices (1964)
- Con todas las de la ley (1964)
- Doris (1964)
- El corazón de Paula (1964)
- El primer juramento (1964)
- Ella y su doctor (1964)
- En tus brazos (1964)
- La maestrita (1964)
- Los prados verdes (1964)
- Miradas compartidas (1964)
- Mónica (1964)
- Parejas confundidas (1964)
- Penas del corazón (1964)
- Quiéreme, doctor (1964)
- Será para siempre (1964)
- Sonrisas deslumbrantes (1964)
- Susana (1964)
- Tus ojos azules (1964)
- Un hombre misterioso (1964)
- Un magnífico negocio (1964)
- Un señor importante (1964)
- Una chica vulgar (1964)
- Una enfermera rubia (1964)
- Una pareja obstinada (1964)
- Aventura (1965)
- Complicaciones (1965)
- Contrato matrimonial (1965)
- Dos enamorados (1965)
- El amor es un juego peligroso (1965)
- El concierto (1965)
- El orgulloso vecino (1965)
- Entre la niebla (1965)
- Entre los dos (1965)
- Eres todo un hombre (1965)
- Hacerte llorar (1965)
- Jugar al amor (1965)
- Juntos en domingo (1965)
- La chica de los pájaros (1965)
- La verdad (1965)
- Lección de amor (1965)
- María del Mar (1965)
- Omar (1965)
- Presagios (1965)
- Presentimientos (1965)
- Soledad (1965)
- Te esperaba (1965)
- Te lo juro (1965)
- Un noviazgo vulgar (1965)
- Una historia increíble (1965)
- Una vida en las manos (1965)
- Una vida nueva (1965)
- Amaya (1966)
- Carlota (1966)
- Como tú quieras (1966)
- Con toda confianza (1966)
- Demasiado íntegro (1966)
- Días de fiesta (1966)
- El buen camino (1966)
- El embustero (1966)
- El rico americano (1966)
- El señorito Juan (1966)
- Encrucijada (1966)
- Es la vida (1966)
- Espíritu rebelde (1966)
- La ausente (1966)
- La carrera (1966)
- La estafadora (1966)
- La maravilla (1966)
- La pequeña loca (1966)
- La secretaria (1966)
- Las gemelas (1966)
- Laura (1966)
- Los mejores recuerdos (1966)
- Sabor a lágrimas (1966)
- Un brazo sobre el hombro (1966)
- Valentina (1966)
- Andrea (1967)
- Aprendiz de espía (1967)
- Cuenta nueva (1967)
- El difícil camino (1967)
- El hijo pródigo (1967)
- El niño herido (1967)
- El tesoro (1967)
- Enamorar a mi mujer (1967)
- Fugitivos y enamorados (1967)
- Grandes almacenes (1967)
- La chica del suéter ajustado (1967)
- La conquista (1967)
- La enfermera italiana (1967)
- La espera (1967)
- La intérprete (1967)
- La poderosa (1967)
- La policía pelirroja (1967)
- Lo quiero todo (1967)
- Mi reposo (1967)
- No me dejes sola (1967)
- Noche de guardia (1967)
- Noches de espera (1967)
- Nuestro futuro (1967)
- Por casualidad (1967)
- Propiedad indiscutible (1967)
- Rencores (1967)
- Soy feliz (1967)
- Sueños (1967)
- Sueños sin precio (1967)
- Un poco de amor (1967)
- Un príncipe azul (1967)
- Victoria (1967)
- Al mismo paso (1968)
- Bebé (1968)
- Como tú deseabas (1968)
- Como una niña (1968)
- Conflictos matrimoniales (1968)
- Corazón enamorado (1968)
- El capricho (1968)
- El humorista (1968)
- El nido (1968)
- Enemigo infantil (1968)
- Háblame de amor (1968)
- Hasta la muerte (1968)
- La "princesa" Carlota (1968)
- La cabaña (1968)
- La campeona (1968)
- La conciencia (1968)
- Lágrimas y risas (1968)
- Magda (1968)
- Marian (1968)
- O todo o nada (1968)
- Recordaremos juntos (1968)
- Siempre la verdad (1968)
- Sin fronteras (1968)
- Sólo en la mirada (1968)
- Su destino estaba escrito (1968)
- Trastornos familiares (1968)
- Un valle maravilloso (1968)
- Ansia… de olvidar (1969)
- Confidencialmente (1969)
- Demasiada confianza (1969)
- Dos chiquillos (1969)
- El aire que respiras (1969)
- El amor siempre espera (1969)
- El egoísta (1969)
- El pobre enamorado (1969)
- El sufrimiento (1969)
- La casa sin nombre (1969)
- La misma locura (1969)
- La niña rubia (1969)
- Matrimonio blanco (1969)
- Nuestro camino (1969)
- Nuestro nido (1969)
- Por ti (1969)
- Porvenir radiante (1969)
- Tres peticiones (1969)
- Un futuro para los dos (1969)
- Una feliz realidad (1969)
- Una niña candorosa (1969)
- Una vida por otra (1969)
- Valientemente (1969)
- Amor sin sombras (1970)
- Amor, sencillamente (1970)
- Cinco años perdidos (1970)
- Con todo mi amor (1970)
- Desconfiaba de los hombres (1970)
- Dulzura (1970)
- El amor tiene su ley (1970)
- El compromiso (1970)
- En cierto modo (1970)
- Historia de dos hermanas (1970)
- Luna de miel tormentosa (1970)
- Mi pobre pequeña (1970)
- Mi propiedad privada (1970)
- Nina (1970)
- No dejé de quererte (1970)
- No era una muñeca (1970)
- Sentirse mujer (1970)
- Seré tu esposa (1970)
- Sin palabras (1970)
- Sólo quedaba el amor (1970)
- Toda una aventura (1970)
- Tú eres el amor (1970)
- Unidos para siempre (1970)
- ¡Querida mía! (1971)
- ¿Qué vas a hacer conmigo? (1971)
- ¿Te casarías conmigo? (1971)
- A tiempo de amarte (1971)
- Al estar en tus brazos (1971)
- Amor impaciente (1971)
- Conseguir tu amor (1971)
- Contigo para siempre (1971)
- Di que me amas (1971)
- Di que me perdonas (1971)
- Difícil promesa (1971)
- El matrimonio o nada (1971)
- El mejor de los caprichos (1971)
- Entre besos y lágrimas (1971)
- Estarás siempre a mi lado (1971)
- Estás a salvo (1971)
- He venido a buscarte (1971)
- Iré contigo (1971)
- Llévame siempre así (1971)
- Más fuerte que el dinero (1971)
- Mi amor quedará contigo (1971)
- Mi dulce esposa (1971)
- Mi dulce María (1971)
- Mi pobre Baby (1971)
- No estabas a mi lado (1971)
- No me dejes caer (1971)
- No puedo creerte (1971)
- No se puede vivir odiando (1971)
- Nuestra aventura (1971)
- Nuestros dos amores (1971)
- Quédate a mi lado (1971)
- Quería un marido (1971)
- Quiero volver a verte (1971)
- Se llama amor (1971)
- Sé que te amo (1971)
- Secreto de amor (1971)
- Sentir tu calor (1971)
- Siempre te amé (1971)
- Sin hacerte daño (1971)
- Sin ti nada importa (1971)
- Solamente tuya (1971)
- Sólo tendremos un amor (1971)
- También me tienes a mí (1971)
- Te cegaba el odio (1971)
- Te lo diré toda la vida (1971)
- Te prefiero a ti (1971)
- Tendrás que casarte conmigo (1971)
- Tienes que ayudarme (1971)
- Todo un caballero (1971)
- Todos tus deseos (1971)
- Tú eres única (1971)
- Tú estabas en mí (1971)
- Tú me gustas siempre (1971)
- Tu pelo rojo (1971)
- Un futuro reciente (1971)
- Un marido exigente (1971)
- Una red de oro (1971)
- Ven (1971)
- Vocación de esposa (1971)
- Ahora eres una mujer (1972)
- Con amor (1972)
- Eres un bebé (1972)
- Mi nombre en tus labios (1972)
- Mi nueva pasión (1972)
- Serás mi reina (1972)
- Sin ti, no podría vivir (1972)
- Tú eres mi vida (1972)
- Tú lo eres todo (1972)
- Un amor para toda la vida (1972)
- Vas a ser mi mujer (1972)
- Y tú vendrás conmigo (1972)
- Entre realidades y sueños (acuario) (1972)
- No faltará el amor (sagitario) (1972)
- No podía dejarte sola (1973)
- Querida mia (1973)
- Te llevaba en el corazón (1973)
- Una lucha de amor (1973)
- Únicamente tú (1973)
- Yo sabía que vendrías (1973)
- Lo más bonito del mundo (1975)

Maite Lazcano:
- El hombre que no quería equivocarse (1981)
- Noches de otoño (1981)
- Todo empezó en París (1981)
- Contra viento y marea (1982)
- Encuentros en Ginebra (1982)
- Estaré esperándote	(1982)
- Las campanas de la ilusión (1982)
- Entre dos hombres (1983)
- Inés (1983)
- La periodista indiscreta (1983)
- Un futuro lleno de esperanza (1983)

Maite Lazkano:
- Gartzelako Ateak (1981)
- Damurik Gabe (1982)